# Glyphodes proximalis
Glyphodes proximalis là một loài bướm đêm trong họ Crambidae.